# Megamelus longicornis
Megamelus longicornis är en insektsart som först beskrevs av Dozier 1922.  Megamelus longicornis ingår i släktet Megamelus och familjen sporrstritar. Inga underarter finns listade i Catalogue of Life.